# Минбаев, Набиджан
Набиджан Минбаев (1918  - 1999 г.г.) — младший сержант Рабоче-крестьянской Красной Армии, участник Великой Отечественной войны, Герой Советского Союза.

## Биография
Набиджан Минбаев родился 12 февраля 1918 года в г. Намангане (ныне — Узбекистан). После окончания четырёх классов школы работал в колхозе. 
В 1941 году Минбаев был призван на службу в Рабоче-крестьянскую Красную Армию.  С  1943 года — на фронтах Великой Отечественной войны.
К июню 1944 года младший сержант Набиджан Минбаев командовал отделением 1261-го стрелкового полка 381-й стрелковой дивизии 21-й армии     (с 11. 06. 1944 г.  23-й армии) Ленинградского фронта ].  
Отличился во время Выборгской наступательной операции.  
10 июня 1944 года в бою у деревни Лемболово  Всеволожского района Ленинградской области Минбаев заменил выбывшего из строя командира взвода, поднял взвод в атаку, противник с занимаемых позиций был выбит. В этом бою Минбаев получил ранение, но продолжал сражаться.
Снова отличился через три дня, будучи уже помощником командира взвода. 13 июня поднял в атаку бойцов взвода, увлекая их за собой. Был вторично ранен.  
За проявленные мужество и отвагу награждён медалью «За отвагу» (14.06.1944 г.) и представлен к Званию Героя Советского Союза.
В наградном листе Минбаева на представление к званию Героя Советского Союза от 23.6.44 г. записано: 

 10 июня с.г.,  когда наша артиллерия перенесла огонь за передний край противника, подразделение... бросилось в атаку. Преодолев ряд препятствий бойцы дошли до проволочного заграждения. Густая сеть колючей проволоки, огонь финских пулеметов снизил темп атаки и взвод залег. Ранен был и командир взвода. Создалась серьезная обстановка.. В эту минуту Минбаев, поднявшись во весь рост, скомандовал: "Командование взводом принимаю на себя". "За мной, товарищи". Вырвавшись вперед,  Минбаев подбежал к проволоке, лег на нее животом и скомандовал взводу: "Взвод, через меня, бегом марш". По живому мосту бойцы быстро перемахнули через колючую проволоку, не дав финнам выиграть ни минуты времени. В это время Минбаев был так же ранен, но превозмогая боль, продолжал выполнять боевую задачу, появляясь вновь впереди взвода.. и находился весь период боя в первых рядах взвода.  
Указом Президиума Верховного Совета СССР от  24 марта 1945 года

за подвиг,  совершённый во время  Выборгской операции,  младший сержант Набиджан Минбаев был удостоен высокого звания Героя Советского Союза с вручением ордена Ленина и медали «Золотая Звезда».
После госпиталя на фронт больше не вернулся. Служил в гарнизоне города Саратова. 
В 1946 году был демобилизован и вернулся в родной Наманган, в котором  жил и работал.
Умер 3 марта 1999 года. ].  
Награждён орденом  Отечественной войны 1-й степени (11.03.1985), медалью  За Победу над Германией

## Память
- На мемориале  Лемболовская твердыня  во Всеволожском районе Ленинградской области состоялось торжественное открытие закладного камня на месте будущего памятника воинам-узбекистанцам, защищавшим Ленинград во время Великой Отечественной войны. Рабочее название памятника — «Шаг в бессмертие». Прообразом скульптуры стал Герой Советского Союза Набиджан Минбаев[4].
- В Ленинградской области появится памятник воинам из Средней Азии [5]